# خارخسک (سرده)
خارخسک (نام علمی: Tribulus) نام یک سرده از تیره قیچیان است.